# Hornuggla
Hornuggla (Asio otus) är en fågel tillhörande familjen ugglor. Den har en ovanligt vid utbredning och häckar i Europa, Asien och Nordamerika. Till största delen är den flyttfågel. Globalt anses beståndet vara livskraftigt. I Sverige har den dock minskat i antal och kategoriseras numera som nära hotad.

## Kännetecken

### Utseende

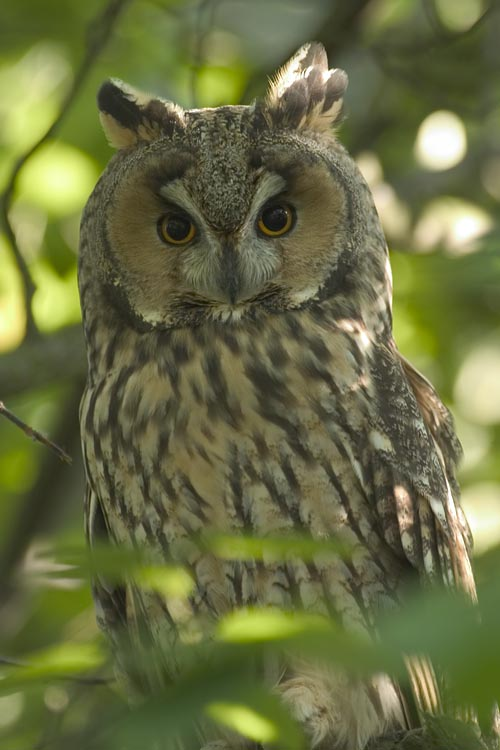
Hornuggla fotograferad i Tyskland.

Hornugglan är en medelstor uggla som mäter 31–37 cm, har ett vingspann på 86–98 cm och väger 245–400 gram. Den har långa örontofsar som kan resas och riktas uppåt. Honan är större än hanen och har mörkare fjäderdräkt. Hornugglans brunaktiga fjädrar är vertikalt streckade. Fågeln är spräcklig och vattrad i svartbrunt, rostgult och vitt på ovansidan. Bröst och buk är rostgula och vita med svartbruna längsfläckar. Tarsen och tårna är helt fjäderklädda. På den sittande fågeln når vingen nedanför stjärten. Den andra handpennan är inskuren i det yttre fanet, den första i det inre. Ett kännetecken är också dess orangefärgade lysande iris.
Hornugglan är svårsedd dagtid då den kamouflerar sig genom att sitta på en trädgren tätt intill stammen. Den drar då ihop fjäderdräkten och kroppen vilket ger den ett mycket smalt och avlångt utseende. Under flyttningen kan den vara lättare att observera då den sträcker över land och nära kusten.

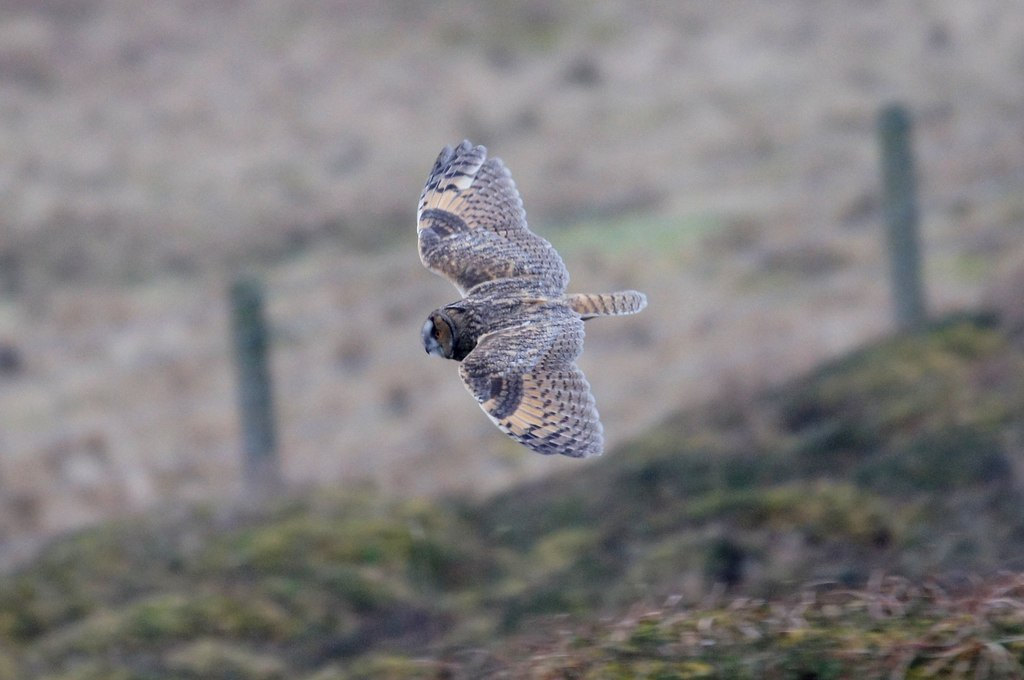
Hornuggla i flykten.

### Läten
Gamla hornugglor är relativt tystlåtna, med ett svagt och nasalt "peh-äv" från honan och sången från hanen ett djupt "oh" som upprepas var 2,5 sekund. Desto ljudligare är ungarnas tiggläte, ett tvåstavigt, klagande "pii-eh" som kan höras över en kilometer.

## Utbredning och taxonomi
Hornuggla påträffas över stora delar av Palearktis, i norra Afrika, Europa och i norra Asien så långt österut som till Kina och Japan, samt i söder till nordvästra Indien. Den förekommer även över stora delar av Nordamerika så långt söderut som norra Mexiko. De populationer som häckar i nordligare regioner är flyttfåglar eller uppträder nomadiskt under dåliga sorkår. De sydligare populationerna är stannfåglar.

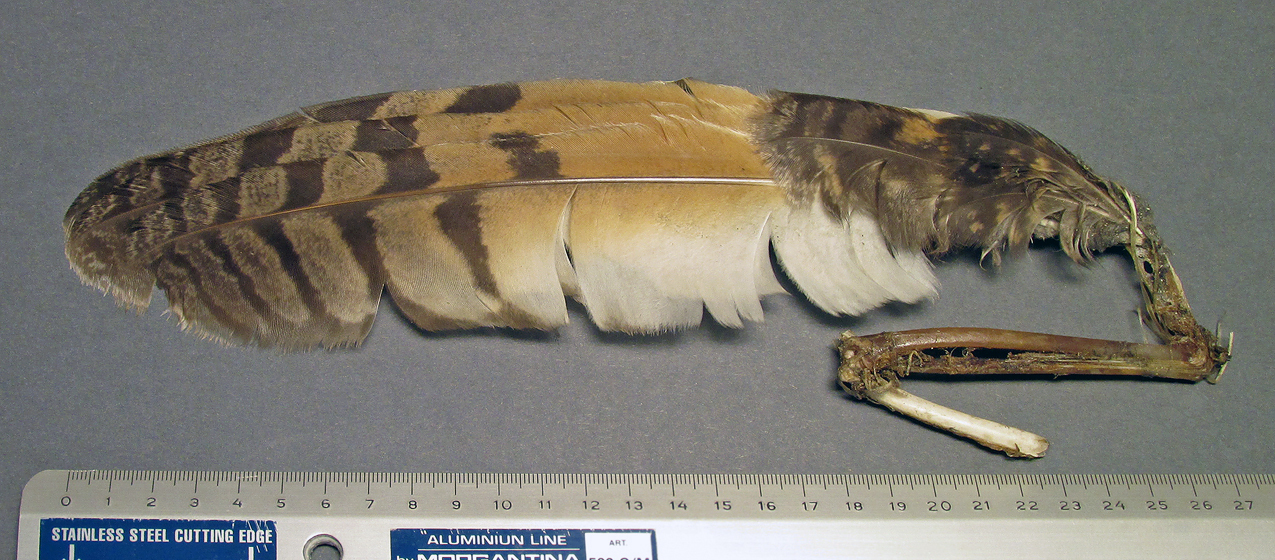
Handpennor från hornuggla.

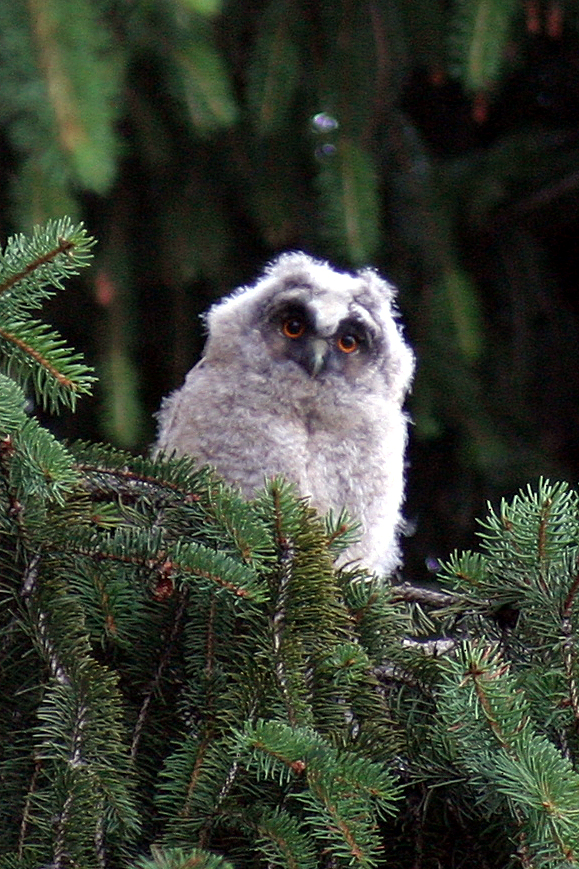
Dununge.

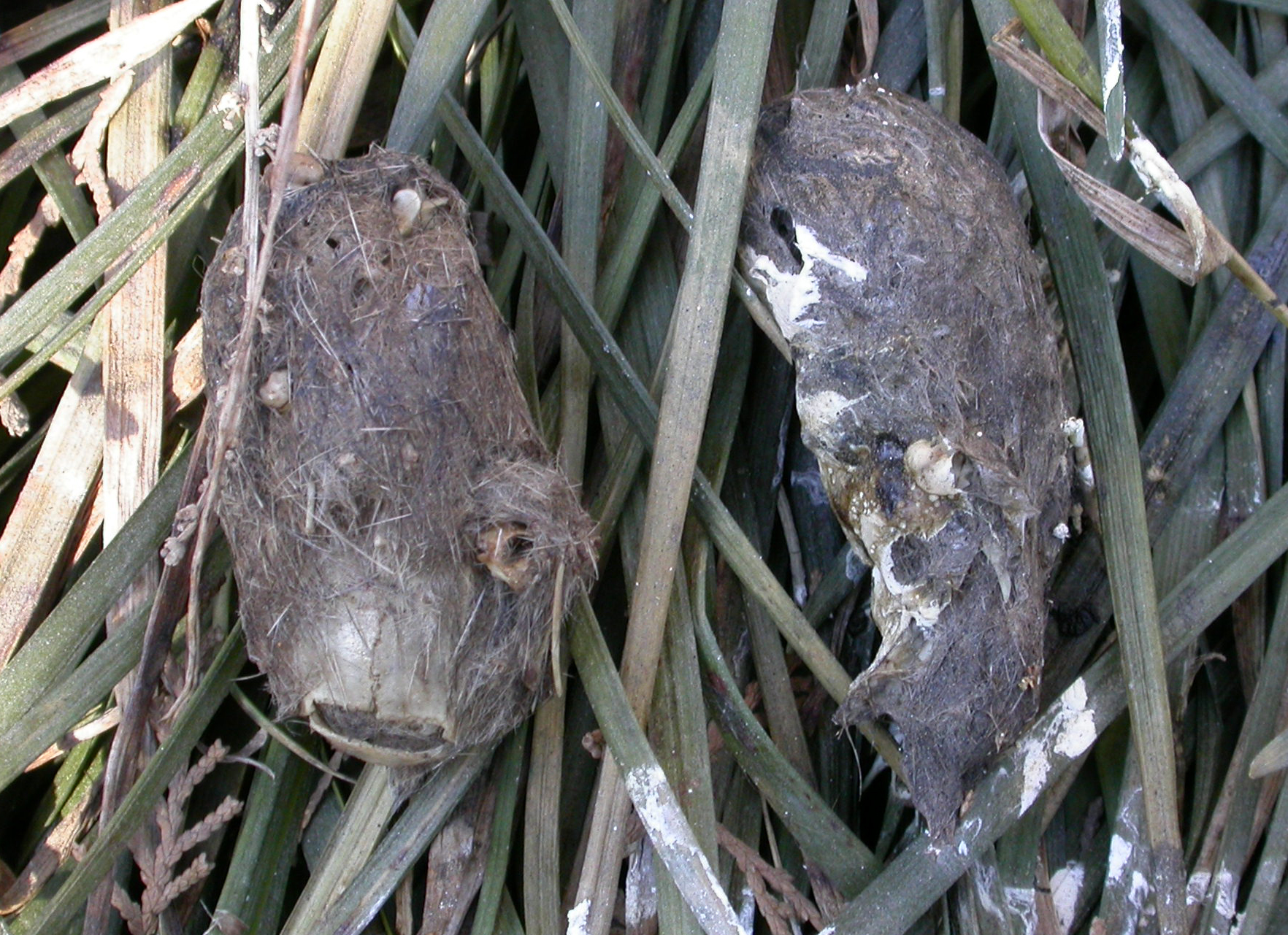
Spybollar från hornuggla.

Hornugglan delas in i fyra underarter med följande utbredning
- Asio otus tuftsi – förekommer från västra Kanada till nordvästra Baja California, i södra Texas och norra Mexiko.
- Asio otus wilsonianus  – förekommer från södra centrala, och sydöstra Kanada till södra centrala USA
- vanlig hornuggla[8] Asio otus otus – förekommer i Europa, Asien och Nordafrika
- Asio otus canariensis – endemisk för Kanarieöarna

Tidigare behandlades afrikansk hornuggla (Asio abyssinicus) med sina två underarter abyssinicus och graueri som underarter till hornuggla.

### Förekomst i Sverige
Hornugglan är ganska vanlig i södra och mellersta Sverige, upp till ungefär 62° nordlig bredd. Större delen av den svenska stammen flyttar söderut på hösten men några övervintrar i södra Sverige, främst i Skåne.

## Ekologi

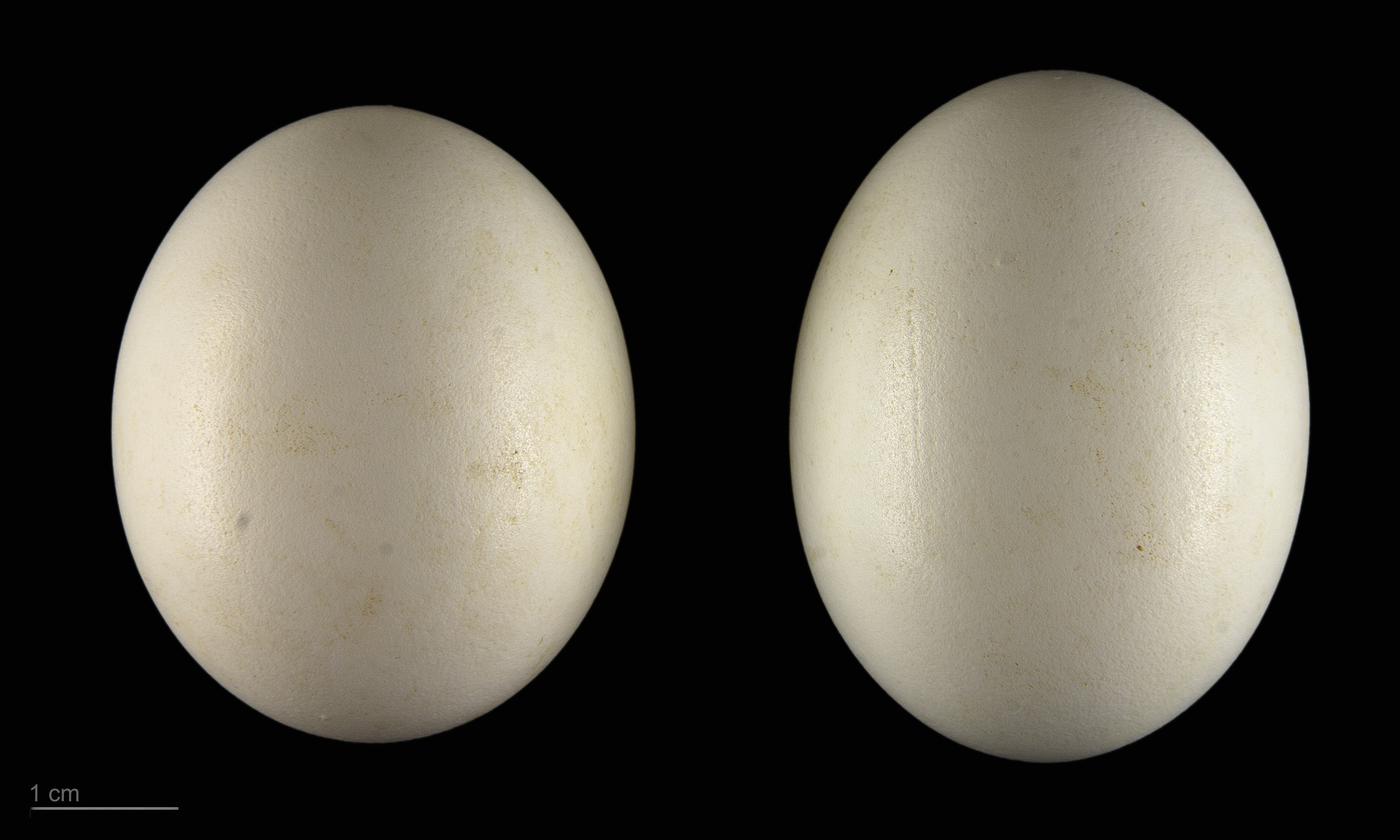
Ägg från hornuggla

Hornugglan undviker starkt ljus och tillbringar ofta dagen sovande i träd, som exempelvis tall. I skymningen flyger den ut för att söka efter föda, som framför allt består av mindre däggdjur som sork men även insekter. 
Häckningssäsongen infaller i Europa vanligtvis mellan februari och juli och i Nordamerika från mars till maj. Den placerar sitt rede i övergivna bon efter andra fåglar, exempelvis av kråkfåglar eller hökar och allra oftast i barrträd. Den lägger i snitt tre till fem ägg som ruvas av honan i 25–30 dagar. Ungarna tas om hand av båda föräldrarna.

## Hornugglan och människan

### Status och hot
Hornugglan har ett mycket stort häckningsområde och den har en stor global population. Den europeiska populationen uppskattas till 304 000–776 000 par vilket innebär 609 000–1 550 000 adulta individer. Eftersom Europa utgör cirka 28 procent av det globala utbredningsområdet är en uppskattning att den globala populationen består av 2 180 000–5 540 000 adulta individer, men detta är osäkra siffror.
Den amerikanska populationen har genomgått en svag minskning under de senaste 40 åren medan den europeiska utvecklingstrenden är stabil. IUCN bedömer dock hornugglan som ohotad och kategoriserar arten som livskraftig.

### Status i Sverige
Hornugglan har minskat i antal under de senaste åren. I 2020 års rödlista listar Artdatabanken därför den som nära hotad (NT). Det svenska beståndet uppskattas till 12 000 häckande individer.

### Namn
Ett äldre namn är skogsuv. Dialektalt har hornuggla i trakten kring Abbekås kallats kuderusk. I trakten av Kullen betyder dock kuderusk istället skäggsimpa.